# Ianina Zanazzi
Ianina Zanazzi (Munro, Buenos Aires; 7 de enero de 1982) es una piloto argentina de automovilismo. Reconocida a nivel nacional por ser referente de su género en la disciplina; durante la década de 1990 se destacó por haber desarrollado su carrera deportiva en categorías de monoplazas de nivel nacional e internacional. A nivel nacional, compitió en las fórmulas Renault y Súper Renault Argentina, mientras que a nivel internacional, hizo lo propio en las fórmulas 3 Sudamericana (donde se coronó subcampeona en clase Light en el año 2000) y Española, en la Renault Italiana y la Fórmula Nissan 2000.
Tras su paso por Europa, retornó a su país donde compitió en categorías de turismo como el TC Pista y la Clase 2 del Turismo Nacional. Tras esto, había anunciado su retiro en el año 2004, convirtiéndose en instructora de manejo para la marca Porsche en Argentina, sin embargo retornó a la actividad en el año 2018, donde compitió en la novel categoría Porsche GT3 Cup Trophy Argentina, consagrándose además como su primera campeona y como la primera mujer en consagrarse en una categoría profesional del automovilismo argentino. En el año 2019 debutó en la divisional TC Pista Mouras al comando de un Chevrolet Chevy, sin embargo, cuando había logrado confirmar su continuidad para 2020, se terminó retirando de la actividad debido a razones presupuestarias.

## Biografía
Sus inicios deportivos tuvieron lugar en el año 1996, cuando a sus 14 años decidió reemplazar a su padre Carlos en una competencia de karting. A partir de allí comenzó a dar forma a su carrera, logrando en el año 1998 ingresar a la Fórmula Honda, categoría desarrollada a partir de chasis diseñados por el preparador Edgardo Fernández. Tras solo dos competencias en esta categoría, resolvió pasarse a la Fórmula Renault Argentina, donde compitió en el equipo de Eduardo Bouvier, finalizando ahí su año deportivo.
En 1999, su carrera da un salto de calidad al incorporarse al equipo de Gabriel Furlán dentro de la Fórmula Súper Renault Argentina, considerada en ese momento como la categoría más veloz de ese país. En esta categoría marcó un hito al convertirse en la primera mujer en obtener el triunfo, al coronarse en el Autódromo Parque Ciudad de Río Cuarto.
Esta participación le terminó abriendo las puertas a su carrera internacional, desembarcando en el año 2000 en la Clase Light de la Fórmula 3 Sudamericana. Nuevamente de la mano de Gabriel Furlán, Zanazzi desarrolló una carrera destacada, logrando dos triunfos y el subcampeonato por detrás del uruguayo Martín Cánepa.
Su meteórico ascenso la llevó en 2001 a la divisional superior de la F3 Sudam, sin embargo en esta oportunidad apenas tuvo un puñado de participaciones, teniendo también un cambio de estructura. A pesar de ello, en esta misma temporada se produjo su desembarco en Europa, ingresando en el equipo Junior de Minardi dentro de la Fórmula Renault Italiana. tras su participación en esta categoría, en 2002 ingresó en la Fórmula 3 Española compitiendo en el equipo GTA Motor Competición teniendo al mismo tiempo una prueba dentro del equipo de Adrián Campos de la Fórmula Nissan 2000, quedando seleccionada entre los pilotos aspirantes a cubrir la vacante dejada por Fernando Alonso (en ese momento, debutante en la Fórmula 1), sin embargo la crisis de diciembre de 2001 en Argentina, que tuvo como consecuencias un conflicto de intereses entre este país y España, la hicieron volverse a su país.
Tras su regreso a Argentina en 2002 ingresó a la divisional TC Pista de la Asociación Corredores de Turismo Carretera, donde apenas desarrolló un puñado de competencias entre 2002 y 2003. Al mismo tiempo, en 2003 retornó a la Fórmula Renault Argentina, mientras que en 2004 compitió en la Clase 2 del Turismo Nacional, al comando de un Volkswagen Gol del equipo de Jorge Trebbiani.
Tras su participación en el año 2004, anunció su retiro de la competición debido al haber quedado embarazada de su primer hijo. Al mismo tiempo, su retiro le permitió ser contratada por Porsche como instructora de manejo, con licencia autorizada para todo el mercado americano.Finalmente, su retiro fue suspendido en el año 2018, al anunciar su regreso a las pistas dentro de la categoría Porsche GT3 Cup Trophy Argentina, inaugurada en esa misma temporada. En esta categoría, nuevamente marcó un hito histórico al convertirse en la primera mujer en vencer en la historia de esta categoría, considerada bajo el concepto de International One-make Series (Serie Internacional Monomarca en español), al obtener el triunfo en la primera competencia de la tercera ronda del campeonato, corrida en el Autódromo Oscar y Juan Gálvez de la Ciudad de Buenos Aires.

## Trayectoria
| Año  | Categoría                                            | Automóvil           |
| ---- | ---------------------------------------------------- | ------------------- |
| 1998 | Debut en Fórmula Honda, 2 carreras                   | EF-Honda            |
| 1998 | Debut en Fórmula Renault Argentina                   | Crespi-Renault      |
| 1999 | Fórmula Súper Renault                                | Dallara-Renault     |
| 2000 | Subcampeona Clase Light F3 Sudamericana              | Dallara-Mitsubishi  |
| 2001 | Fórmula 3 Sudamericana                               | Dallara-Mitsubishi  |
| 2001 | Fórmula 3 Sudamericana                               | Dallara-Mugen Honda |
| 2001 | Fórmula Renault Italiana, 1 carrera                  | Tatuus-Renault      |
| 2002 | Fórmula 3 Española, 5 carreras                       | Dallara-Toyota      |
| 2002 | Debut en TC Pista, 2 carreras                        | Ford Falcon         |
| 2003 | TC Pista, 2 carreras                                 | Ford Falcon         |
| 2003 | Fórmula Renault Argentina                            | Crespi-Renault      |
| 2004 | Clase 2 del Turismo Nacional                         | Volkswagen Gol      |
| 2018 | Debut en Porsche GT3 Cup Trophy Argentina. Campeona. | Porsche 911 GT3 RS  |
| 2019 | Debut en Top Race V6, 1 carrera                      | Ford Mondeo III     |
| 2019 | Debut en TC Pista Mouras                             | Chevrolet Chevy     |

- [9][10]

### Trayectoria en Top Race
| Temporada | Categoría   | Equipo              | Automóvil       | Posición           |
| --------- | ----------- | ------------------- | --------------- | ------------------ |
| 2019      | Top Race V6 | Lincoln Sport Group | Ford Mondeo III | 25.º (0.00 puntos) |

### Resultados completos TC Pista Mouras
| Temporadas        | Temporadas      | Fechas | Fechas | Fechas | Fechas | Fechas | Fechas | Fechas | Fechas | Fechas | Fechas | Fechas | Fechas | Fechas | Fechas | Fechas | Fechas | Posiciones finales   |
| Equipos           | Automóvil       | Fechas | Fechas | Fechas | Fechas | Fechas | Fechas | Fechas | Fechas | Fechas | Fechas | Fechas | Fechas | Fechas | Fechas | Fechas | Fechas | Posiciones finales   |
| ----------------- | --------------- | ------ | ------ | ------ | ------ | ------ | ------ | ------ | ------ | ------ | ------ | ------ | ------ | ------ | ------ | ------ | ------ | -------------------- |
| 2019              | 2019            | 01     | 02     | 03     | 04     | 05     | 06     | 07     | 08     | 09     | 10     | 11     | 12     | 13     | 14     | 15     | 16     | 15.º (230.75 puntos) |
| DRS Team          | Chevrolet Chevy |        |        |        |        |        | 9.º    | 14     | 8.º    | 21     | NL     |        |        |        |        |        |        | 15.º (230.75 puntos) |
| Coiro Dole Racing | Chevrolet Chevy |        |        |        |        |        |        |        |        |        |        |        | 13     | 16     | 8.º    | 14     | 12     | 15.º (230.75 puntos) |

## Palmarés
| Título      | Categoría                        | Automóvil          | Año  |
| ----------- | -------------------------------- | ------------------ | ---- |
| Subcampeona | F3 Sudamericana Light            | Dallara-Mitsubishi | 2000 |
| Campeona    | Porsche GT3 Cup Trophy Argentina | Porsche 911 GT3 RS | 2018 |